# Teleobjektiv
Teleobjektiv eller i daglig tale bare tele er en betegnelse for objektiver med længere brændvidde end diagonalen på det anvendte format. Den længere brændvidde giver en mindre billedvinkel i forhold til kortere objektiver og trækker motivet tættere på. Dette gør, at man må anvende en længere optageafstand for at få motivet med, sammenlignet med hvis et kortere objektiv havde været anvendt, hvilket giver en fornemmelse af at teleobjektiver komprimerer perspektivet, selvom dette egentlig er en effekt af afstanden til motivet.
Teknisk set er en tele et objektiv, hvis optiske center ligger foran objektivet. Det har i princippet intet med brændvidden at gøre, men konstruktionen ses stort set kun for lange objektiver. Forskydningen af centeret i objektiver af telekonstruktion betyder, at objektivet befinder sig tættere på billedplanen end en linse af tilsvarende brændvidde ved fokus på uendeligt. Dette gør at teleobjektiver kan gøres fysisk kortere end tilsvarende objektiver af normal konstruktion med samme brændvidde og derfor også lettere. I forbindelse med storformat kan det være umuligt at anvende objektiver over en vis brændvidde uden at forlænge bælgen og/eller skinnen og her kan teleobjektiver være en hjælp, men det gør paradoksalt teler til storformat større og tungere end deres "normale" søskende.
I modsætning til teleobjektiver står objektiver af retrofokuskonstruktion.
| Fotografi | Spire Denne artikel om fotografi er en spire som bør udbygges. Du er velkommen til at hjælpe Wikipedia ved at udvide den. |